# Melleny Brown
Melleny Brown, née le 12 mai 1969 à Toronto, aussi appelée par son pseudonyme Melleefresh, est une actrice de doublage canadienne connue pour avoir joué Cheer Bear dans le film Les Bisounours dans sa version anglaise (The Care Bears).
Pendant les années 1980, elle a également participé à Inspecteur Gadget et Ewoks, mais surtout en 1983 à Rock & Rule.
Plus récemment, elle a travaillé avec le musicien Deadmau5 comme voix principale pour certains de ses morceaux tels Hey Baby.

## Doublage
Films d'animation
- 1999 : Inspector Gadget: Gadget's Greatest Gadgets : voix de Vespella (segment Prince of the Gypsies)
- 1985 : Les Bisounours, le film : voix de Birthday Bear / Cheer Bear
- 1983 : Rock and Rule